# Shunichiro Okano
Shunichiro Okano (28. august 1931 - 2. februar 2017) var en japansk fodboldspiller.

## Japans fodboldlandshold
| Japans landshold | Japans landshold | Japans landshold |
| År               | Kmp              | Mål              |
| ---------------- | ---------------- | ---------------- |
| 1955             | 2                | 0                |
| Total            | 2                | 0                |